# فينس أندرسون
فينس أندرسون (بالإنجليزية: Vince Anderson)‏ هو لاعب كرة قدم أمريكية أمريكي، ولد في 8 ديسمبر 1984.

## وصلات خارجية
- فينس أندرسون على موقع مرجع كرة القدم المحترفة.كوم (الإنجليزية)
- فينس أندرسون على موقع JustSportsStats.com (الإنجليزية)